# Campanula erinus
Campanula erinus es una especie de planta herbácea de la familia de las campanuláceas. 

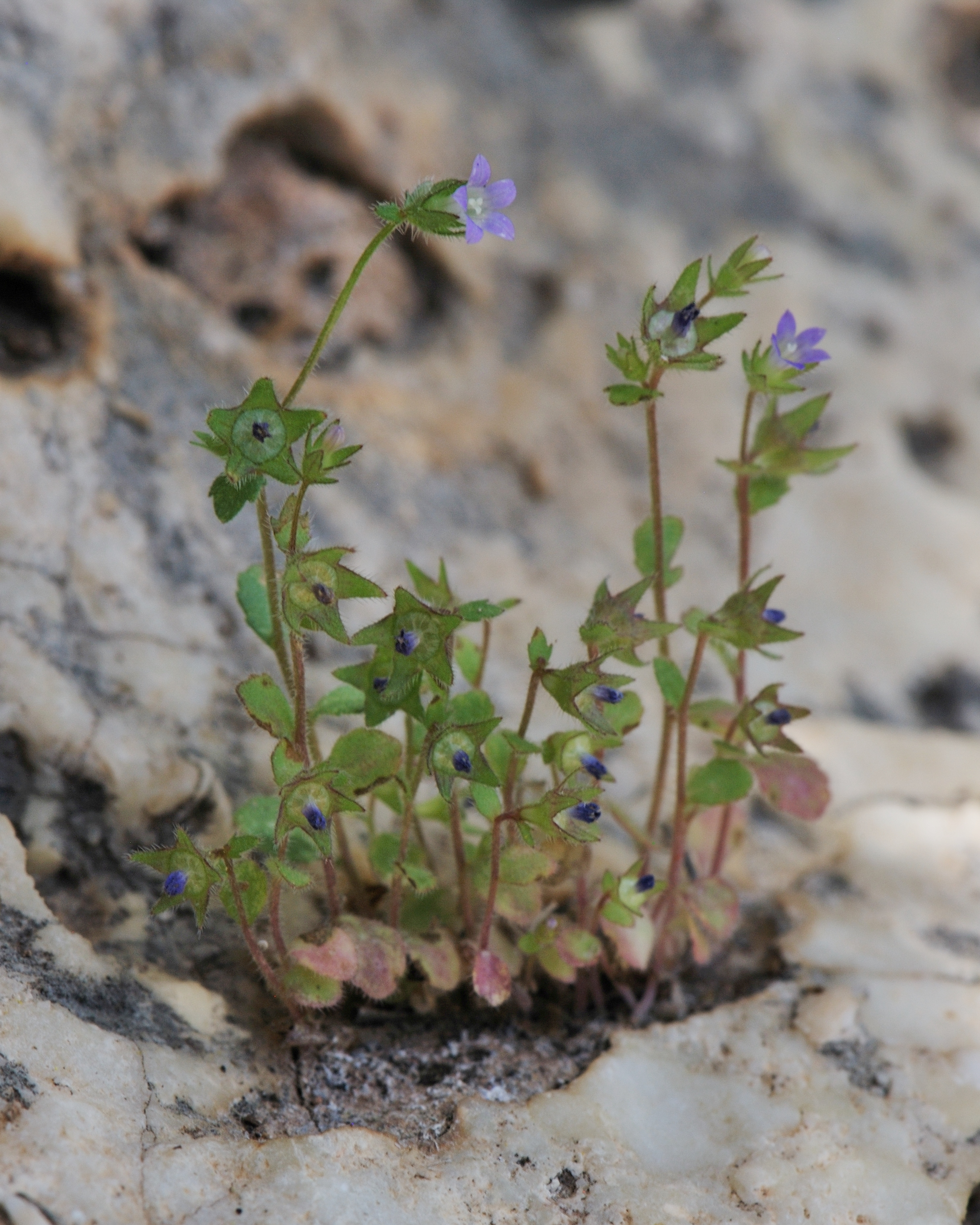
Vista de la planta

## Descripción
Es una planta anual. Los  tallos alcanzan un tamaño de 2-30 cm de altura, ascendentes, ramificados desde la base o en la 1/2 superior, híspidos. Hojas espatuladas, obovadas u oblongas, obtusas, dentadas, estrigosas. Flores de  4,4-5,5  mm, axilares, con pedicelos generalmente más cortos que las hojas. Cáliz de  4-5,5  mm, híspido; lóbulos de  3-4,5  x 0,7-1,6  mm, de oblongos a triangulares, subobtusos, enteros, rara vez con 2 dientes laterales. Corola de (0,5-) 1-2 (-6) mm, híspida al menos en la base y en el ápice, blanquecina, con lóbulos azul-pálido. Filamentos estaminales con escama basal pubescente por la cara interna. Anteras de (0,4-) 1-1,4 mm. Estilo glabro. Cápsulas de 3-3,8 mm de diámetro, urceoladas, péndulas, dehiscentes por poros basales. Semillas de 0,5-0,6x 0,2 mm. 2n= 28. Florece y fructifica de marzo a mayo.

## Distribución y hábitat
Se encuentra sobre suelos preferentemente básicos y paredones. Abundante. Se distribuye por el Sur de Europa, Norte de África, Asia Occidental y Macaronesia.

## Taxonomía
Campanula erinus fue descrita por Carolus Linnaeus y publicado en  Species Plantarum 1: 169. 1753.
Citología
Número de cromosomas de Campanula erinus (Fam. Campanulaceae) y táxones infraespecíficos: n=14
Etimología
Campanula: nombre genérico diminutivo del término latíno campana, que significa "pequeña campana", aludiendo a la forma de las flores.
erinus: epíteto latino 
Sinonimia
- Campanula nanella P.A.Smirn.
- Campanula parviflora St.-Lag.
- Campanula portensis L.
- Erinia campanula Noulet
- Erinus campanulata Nyman
- Roucela erinus (L.) Dumort.
- Wahlenbergia erinus (L.) Link[5][6]

## Nombres comunes
- Castellano: albahaca acuática, asperilla.[7]